# Élection présidentielle gabonaise de 2009
L'élection présidentielle gabonaise de 2009 a lieu le 30 août 2009 afin d'élire le président de la république Gabonaise. Elle fait suite à la mort du président en exercice, Omar Bongo, le 8 juin 2009. La constitution du pays dispose alors que l'élection doit avoir lieu sous 30 à 45 jours, mais la Cour constitutionnelle permet un délai compte tenu des circonstances.
Ali Bongo, fils du défunt président et candidat du Parti démocratique gabonais, est élu président avec 41,73 % des voix.

## Contexte
Omar Bongo est considéré comme un homme politique ayant largement œuvré à la stabilité de la région jouxtant le Gabon. La fin de son règne autoritaire mais pacifique de 42 ans fait craindre aux autres pays africains l'apparition de troubles.
De par leur carrière et leurs rôles politiques, l'ensemble des candidats à l'élection est considéré par le journaliste sénégalais Abdul Bah comme étant « les fils de Bongo Ondimba », dans le sens où ils ne pourront, d'après Abdul Bah, que pérenniser les méthodes politiques d'Omar Bongo. Seuls Pierre Mamboundou, Bruno Ben Moubamba et Bernard Oyama n'ont pas collaboré avec le régime Bongo.
L'inflation du nombre de candidats (23 au total) fait dire à certains commentateurs que, rapporté à la population du Gabon, cela équivaudrait à une élection présidentielle française à 900 candidats.

## Précampagne

### Date du scrutin
Après la mort d'Omar Bongo, la plupart des observateurs suggéraient que l'élection ne pourrait se tenir sous 45 jours, comme le prévoyait la constitution, les listes électorales nécessitant d'être profondément révisées. Le 20 juin, la présidente par intérim, Rose Rogombé, a affirmé que la préparation se ferait sous le triptyque « Constitution, Concertation, Consensus ».
Rogombé s'est entretenue de la préparation de l'élection avec les leaders de la majorité présidentielle le 23 juin, puis avec ceux de l'opposition le 24. L'un des principaux opposants, Zacharie Myboto, de l'Union gabonaise pour la démocratie et le développement, a déclaré à cette occasion qu'il était « physiquement impossible » de préparer une élection en 45 jours. Il a souhaité que le scrutin ait lieu 5 à 6 mois plus tard.
Le 6 juillet, le gouvernement a demandé officiellement à la cour constitutionnelle de repousser l'élection au-delà du délai légal de 45 jours. La Cour, reconnaissant que les funérailles d'Omar Bongo pouvaient être apparentées à un cas de force majeure, a accepté de repousser l'élection au plus tard le 6 septembre.
Le 12 août, tous les candidats, à l'exception de Maganga Moussavou et d'André Mba Obame, participent à une réunion à l'invitation de la présidente par intérim. 11 candidats s'unissent pour demander un report de l'élection. Selon eux, dans le climat actuel, les irrégularités sont trop flagrantes. Ils font état, par exemple, de 120 000 noms dupliqués sur les listes électorales.
Le 15 août, alors que quelques candidats tiennent leurs premiers meetings de campagne, Bruno Ben Moubamba commence une grève de la faim devant l'Assemblée nationale du Gabon pour exiger que l'élection soit repoussée,.

### Nomination du candidat du PDG
Daniel Ona Ondo, premier vice-président du Parlement du Gabon, a déclaré à Radio France internationale le 25 juin qu'il essaierait d'obtenir la nomination du Parti démocratique gabonais, le parti d'Omar Bongo. Il était le premier candidat à la candidature du PDG à se déclarer officiellement, même si Jean Eyeghe Ndong et le ministre Casimir Oyé Mba avaient déjà émis le souhait de se présenter. Le Directeur Régional de la Santé dans le nord, Sany Megwazeb, a également déclaré qu'il chercherait à obtenir la nomination du PDG.
Finalement, le 4 juillet, 10 candidats cherchaient à obtenir la nomination du PDG, parmi lesquels le fils d'Omar Bongo, Ali. Le 7 juillet, Faustin Boukoubi, secrétaire général du PDG, a annoncé que le candidat officiel du parti ne serait pas connu avant le 8 juillet, comme il était initialement prévu.
Le secrétaire général adjoint du PDG, Angel Ondo, a annoncé le 16 juillet que le parti avait choisi Ali Bongo comme candidat, « par consensus ». Dans une interview à France 24, le candidat a reconnu ne pas avoir obtenu l'unanimité du parti, niant cependant avoir « volé » la nomination. Bongo a été officiellement désigné candidat en congrès extraordinaire, le 19 juillet.
Cela étant, des membres importants du PDG n'ont pas renoncé à se présenter. Jean Eyeghe Ndong a ainsi annoncé le 17 juillet qu'il démissionnait de son poste de premier ministre pour se lancer dans l'élection sans étiquette. Le 21 juillet, Casimir Oyé Mba s'est également présenté sans étiquette, affirmant qu'il voulait être « le vrai candidat du consensus ».
Le 23 juillet, trois ministres sont renvoyés du gouvernement, alors que ces derniers avaient annoncé leur intention de se présenter à l'élection présidentielle. Certains analystes voient dans ce geste une tentative pour Ali Bongo d'exhiber son pouvoir après une nomination difficile, qui, contrairement à ce que veut faire croire l'intéressé, ne résulte pas d'un consensus.

## Campagne
Le 23 juillet, la Commission électorale nationale et autonome permanente (CENAP) a rendu publique la liste des 23 candidats autorisés à se présenter.
Le 28 juillet, 8 candidats ont réclamé la démission des 2 candidats, Ali Bongo et Pierre Claver Maganga Moussavou. Ils ont notamment critiqué la position d'Ali Bongo, à la fois ministre de la Défense et candidat, qu'ils soupçonnaient de vouloir utiliser à son profit les services de renseignement militaire.
En réponse à ces critiques, le PDG d'Ali Bongo a simplement déclaré qu'aucune loi ne les obligeait à démissionner, considérant la polémique comme un « faux débat ». 
Le 29 juillet, Bruno Ben Moubamba a demandé l'interruption du processus électoral et la rédaction d'une nouvelle constitution.
Le 6 août, Pierre-Claver Maganga Moussavou, jusque-là ministre de l'Enseignement technique, a démissionné du gouvernement, laissant Ali Bongo seul ministre-candidat.
Le lendemain, 7 août, de violentes manifestations ont eu lieu à Libreville. Environ 6 000 personnes se sont réunies pour réclamer la démission d'Ali Bongo. Interdite par les autorités, la manifestation a été la cible de jets de gaz lacrymogènes de la part des forces de l'ordre.
Le 28 août, cinq des vingt-trois candidats, dont Jean Eyeghe Ndong et Paul Mba Abessole, se désistent en faveur d’André Mba Obame. Ces ralliements de dernière minute laissent clairement apparaître une candidature fang autour d'André Mba Obame, une coalition qui prend le nom de « Bloc uni des forces du changement ». Seul Casimir Oyé Mba maintient sa candidature.
À la veille de l’élection, trois camps se dessinent donc assez distinctement : les pro-Ali, les gens du sud unis autour de Pierre Mamboundou et les Fang, partisans d’« AMO », André Mba Obame.

## Résultats
| Candidats                | Candidats                           | Partis                   | Voix    | %     |
| ------------------------ | ----------------------------------- | ------------------------ | ------- | ----- |
|                          | Ali Bongo                           | PDG                      | 141 952 | 41,73 |
|                          | André Mba Obame                     | Indépendant              | 88 026  | 25,88 |
|                          | Pierre Mamboundou                   | UPG                      | 85 797  | 25,22 |
|                          | Zacharie Myboto                     | UGDD                     | 13 418  | 3,94  |
|                          | Casimir Oyé Mba                     | Indépendant              | 3 118   | 0,92  |
|                          | Pierre Claver Maganga Moussavou     | PSD                      | 2 576   | 0,76  |
|                          | Bruno Ben Moubamba                  | Indépendant              | 963     | 0,28  |
|                          | Bruno Ngoussi Georges               | Indépendant              | 915     | 0,27  |
|                          | Jules Aristide Bourdes-Ogouliguende | CDJ                      | 695     | 0,20  |
|                          | Albert Ondo Ossa                    | Indépendant              | 674     | 0,20  |
|                          | Yvette Ngwevilo Rekangalt           | Indépendant              | 367     | 0,11  |
|                          | Ernest Tomo                         | Indépendant              | 308     | 0,09  |
|                          | Victoire Lasseni Duboze             | Indépendant              | 304     | 0,09  |
|                          | Bienvenu Mauro Nguema               | Morena-U                 | 293     | 0,09  |
|                          | Luc Bengono Nsi                     | Morena                   | 250     | 0,07  |
|                          | Marcel Robert Tchoreret             | PCO                      | 248     | 0,07  |
|                          | Jean-Guy Kombeny                    | Indépendant              | 152     | 0,04  |
|                          | Bernard Oyama                       | Indépendant              | 106     | 0,03  |
|                          |                                     |                          |         |       |
| Votes valides            | Votes valides                       | Votes valides            | 340 162 | 95,12 |
| Votes blancs et nuls     | Votes blancs et nuls                | Votes blancs et nuls     | 17 443  | 4,88  |
| Total                    | Total                               | Total                    | 357 605 | 100   |
| Abstention               | Abstention                          | Abstention               | 449 797 | 55,71 |
| Inscrits / participation | Inscrits / participation            | Inscrits / participation | 807 402 | 44,29 |